# 罗昌

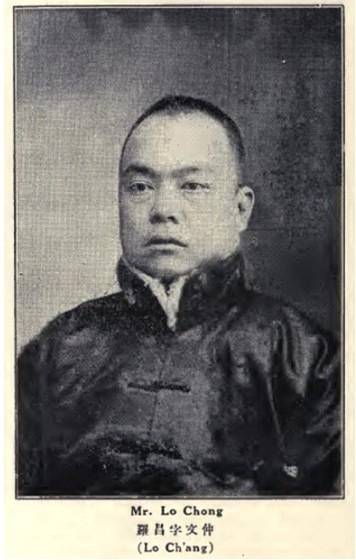

罗昌（1884年—1955年），字文仲，广东宝安人，出生于美国檀香山，清末舉人，中华民国外交官，法学家，英语、拉丁语教授。其妻康同璧为康有为次女。

## 生平

### 求學
罗昌早年曾留学日本，先后就读于早稻田大学、日本陆军大学。后又前往英国，获牛津大学文学士学位。1904年旅欧期间，与恩师康有为在哥本哈根会面时结识了康有为之女康同璧。

### 返國投入科舉考試
自牛津大学毕业后，罗昌回到国内并中举人。

### 公職經歷
中华民国成立后，于1912年出任交通部长秘书。
1915年被派往山东任外交专员。
1919年起，历任中华民国驻新加坡总领事、驻伦敦总领事、驻渥太华总领事等职。
1923年兼任甘肃省省长法律顾问、交通部顾问。
1927年又任外交部顾问、政府内阁顾问。

### 退出政壇
1929年退出政坛，受国立北京大学代理校长陈大奇之邀出任拉丁语教授，并与温源宁、徐志摩一同成为北大英文学会导师。在北大任教期间，罗昌还同时在北平师范大学、北平女子师范大学、中国大学兼职。1931年北平师范大学与北平女子师范大学合并成立新的国立北平师范大学后出任该校外语系主任。

### 逝世
1955年逝世。

## 家庭
他与康同璧夫妻二人共育有一子一女，子为罗荣邦，女为罗仪凤。